# 布西冰川
65°16′S 64°1′W / 65.267°S 64.017°W

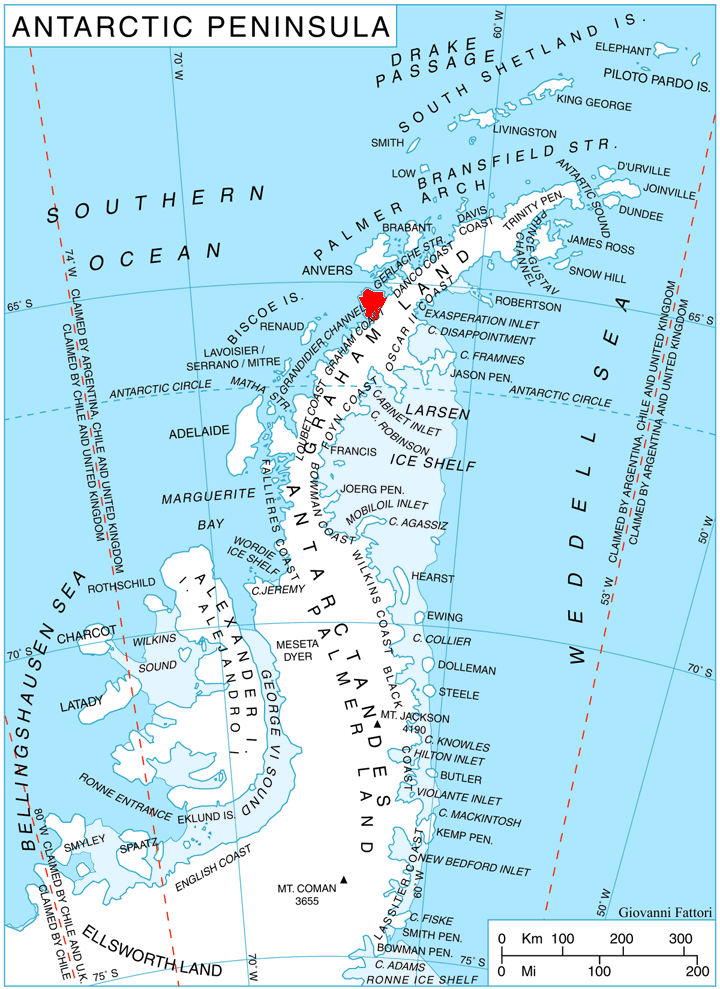

布西冰川是南極洲的冰川，位於葛拉漢地西岸的基輔半島，流經皮里山，最終注入瓦丁頓灣，由讓-巴蒂斯特·夏古率領的法國探險隊發現。

## 外部連結
- SCAR Composite Gazetteer of Antarctica（页面存档备份，存于）.